# Adrian Tekliński
Adrian Tekliński (Brzeg, 3 novembre 1989) è un ex pistard e ciclista su strada polacco, campione del mondo 2017 nello scratch.

## Carriera
Nel 2017 si è laureato campione del mondo nello scratch alla rassegna iridata di Hong Kong. Nell'aprile del 2021 è stato trovato positivo all'EPO in seguito a un test effettuato nel precedente mese di novembre, venendo poi squalificato per quattro anni nel gennaio del 2022.

## Palmarès

### Pista
- 2009

Campionati polacchi, Keirin
Campionati polacchi, Velocità a squadre (con Łukasz Kwiatkowski e Krzysztof Szymanek)
- 2010

Campionati polacchi, Chilometro a cronometro
Campionati polacchi, Keirin
Campionati polacchi, Velocità a squadre (con Rafał Sarnecki e Krzysztof Maksel)
- 2011

Campionati polacchi, Chilometro a cronometro
Campionati polacchi, Velocità a squadre (con Rafał Sarnecki e Krzysztof Maksel)
- 2012

Campionati polacchi, Corsa a punti
- 2013

Campionati polacchi, Omnium
Campionati polacchi, Inseguimento a squadre (con Pawel Brylowski, Mateusz Nowaczek e Adam Stachowiak)
Campionati polacchi, Scratch
- 2014

Campionati polacchi, Scratch
Troféu Internacional de Anadia, Scratch (Anadia)
Troféu Internacional de Anadia, Omnium (Anadia)
- 2015

GP Czech Cycling Federation, Inseguimento a squadre (Prostějov, con Wojciech Pszczolarski, Rafał Jeziorski e Mateusz Nowak)
Campionati polacchi, Omnium
Campionati polacchi, Corsa a punti
Troféu Internacional de Anadia, Scratch (Anadia)
- 2016

GP Czech Cycling Federation, Americana (Prostějov, con Wojciech Pszczolarski)
Campionati polacchi, Inseguimento individuale
Campionati polacchi, Corsa a eliminazione
Campionati polacchi, Omnium
Campionati polacchi, Americana (con Michał Rzeźnicki)
- 2017

Campionati del mondo, Scratch
GP Czech Cycling Federation, Scratch (Prostějov)
- 2018

Campionati polacchi, Scratch
- 2019

Campionati polacchi, Inseguimento a squadre (con Bartosz Rudyk, Dawid Migas e Łukasz Michalski)

### Strada
- 2014 (una vittoria)

3ª tappa Bałtyk-Karkonosze Tour (Wolin > Nowogard)

## Piazzamenti

### Competizioni mondiali
- Campionati del mondo su pista

Gand 2006 - Chilometro a cronometro Junior: 8º
Gand 2006 - Velocità Junior: 23º
Aguascalientes 2007 - Omnium Junior: 9º
Aguascalientes 2007 - Chilometro a cronometro Junior: 11º
Pruszków 2009 - Chilometro a cronometro: 19º
Ballerup 2010 - Chilometro a cronometro: 19º
Ballerup 2010 - Velocità: 35º
Apeldoorn 2011 - Velocità: 38º
Apeldoorn 2011 - Keirin: 19º
Apeldoorn 2011 - Chilometro a cronometro: 15º
Melbourne 2012 - Chilometro a cronometro: 16º
Minsk 2013 - Scratch: ritirato
Saint-Quentin-en-Yvelines 2015 - Scratch: 16º
Londra 2016 - Scratch: 19º
Londra 2016 - Omnium: 13º
Hong Kong 2017 - Inseguimento a squadre: 9º
Hong Kong 2017 - Scratch: vincitore
Apeldoorn 2018 - Inseguimento a squadre: 10º
Apeldoorn 2018 - Scratch: 21º
Pruszków 2019 - Scratch: 9º

### Competizioni europee
- Campionati europei su pista

Atene 2006 - Chilometro a cronometro Junior: 6º
Atene 2006 - Velocità a squadre Junior: 3º
Cottbus 2007 - Chilometro a cronometro Junior: 5º
Pruszków 2008 - Velocità a squadre Under-23: 3º
Pruszków 2008 - Chilometro a cronometro Under-23: 8º
Minsk 2009 - Chilometro a cronometro Under-23: 8º
Minsk 2009 - Velocità a squadre Under-23: 3º
Minsk 2009 - Velocità Under-23: 9º
San Pietroburgo 2010 - Velocità a squadre Under-23: 3º
San Pietroburgo 2010 - Keirin Under-23: 12º
San Pietroburgo 2010 - Velocità Under-23: 10º
Pruszków 2010 - Velocità: 15º
Pruszków 2010 - Keirin: 6º
Anadia 2011 - Velocità a squadre Under-23: 5º
Anadia 2011 - Velocità Under-23: 10º
Anadia 2011 - Keirin Under-23: 21º
Apeldoorn 2011 - Keirin: 13º
Anadia 2012 - Velocità a squadre Under-23: 5º
Apeldoorn 2013 - Inseguimento a squadre: 12º
Apeldoorn 2013 - Omnium: 12º
Baie-Mahault 2014 - Scratch: 7º
Baie-Mahault 2014 - Omnium: 4º
Baie-Mahault 2014 - Americana: 11º
Grenchen 2015 - Scratch: 3º
Grenchen 2015 - Omnium: 9º
Saint-Quentin-en-Yvelines 2016 - Scratch: 2º
Saint-Quentin-en-Yvelines 2016 - Inseguimento a squadre: 8º
Saint-Quentin-en-Yvelines 2016 - Omnium: 8º
Berlino 2017 - Scratch: 16º
Glasgow 2018 - Inseguimento a squadre: 5º